# 歴史上の軍隊の一覧
これは歴史上の軍隊の一覧（れきしじょうのぐんたいのいちらん）である。ただし近代的なもののみ。古くに滅亡した国家（一覧、カテゴリ）の軍隊（カテゴリ）はすべて「歴史上の軍隊」であるし、近代以降でも内戦で敗北した側の軍は通常その後存続し得えず、「歴史上の軍隊」にあてはまる。

## 一覧

### アジア

#### 東アジア
- 日本
  - 幕府陸軍、幕府海軍
  - 日本軍
    - 大日本帝国陸軍
    - 大日本帝国海軍

#### 東南アジア
- ベトナム共和国 （南ベトナム）
  - ベトナム共和国軍
    - ベトナム共和国陸軍
    - ベトナム共和国海軍
    - ベトナム共和国空軍

### ヨーロッパ
- ソビエト連邦
  - ソビエト連邦軍
    - ソ連地上軍
    - ソ連海軍
    - ソ連空軍
    - ソ連防空軍
    - ソ連戦略ロケット軍
- ドイツ民主共和国 （東ドイツ）
  - 国家人民軍
    - 国家人民軍地上軍
    - 人民海軍
    - 国家人民軍航空軍
- ナチス・ドイツ
  - 武装親衛隊
  - ドイツ国防軍
  - 国民突撃隊
- ヴァイマール共和国
  - ヴァイマル共和国軍
- ドイツ帝国
  - ドイツ帝国海軍
- オーストリア＝ハンガリー帝国
  - オーストリア＝ハンガリー帝国軍
    - オーストリア＝ハンガリー帝国陸軍
    - オーストリア＝ハンガリー帝国海軍
- イタリア王国
  - 黒シャツ隊（国防義勇軍）
- 自由フランス
  - 自由フランス軍
    - 自由フランス海軍
- ユーゴスラビア社会主義連邦共和国
  - ユーゴスラビア人民軍
  - 領土防衛軍
- ユーゴスラビア連邦共和国
  - ユーゴスラビア連邦軍

### アフリカ
- ローデシア - ローデシア軍
  - ローデシア陸軍
  - ローデシア空軍

### アメリカ

#### 北アメリカ
- アメリカ連合国 （南北戦争の南軍）
  - アメリカ連合国陸軍
  - アメリカ連合国海軍
  - アメリカ連合国海兵隊

#### 中央アメリカ
- コスタリカ - コスタリカ軍（1838-1949）
- ニカラグア - 国家警備隊 (ニカラグア)（National Guard）（1927-1979）
- ニカラグア - サンディニスタ人民軍（Sandinista Popular Army）（1979-1990）
- パナマ - 国家警備隊 (パナマ)（1952-1983）
- パナマ - パナマ国防軍（1983-1989）

#### 西インド諸島
- キューバ - キューバ軍 (1902-1959)
- グレナダ - グレナダ人民革命軍
- ハイチ - ハイチ軍（1804-1994）